# 狂热节拍
狂熱節拍 (台譯:節奏DJ)（beatmania）是一款唱片騎師模擬節奏打擊遊戲，由科樂美公司于1997年发布第一作。很大程度上促成音樂遊戲的發展。随着續作的發佈，不僅有街機的續作，而且還轉移到家用機和其他掌機，實現了100萬套的销售。

## 游戏方式
游戏的控制器由下方三顆白鍵、上方两顆黑键（模拟效果器按钮）和按键右方一個轉盤（模拟打碟）组成，在街機機台上共有两组，可以进行双人游戏。屏幕上每个按键以及转盘各自对应一条“轨道”，玩家需要在随着音乐节奏沿轨道下落的音符记号与判定线重合时按下相应的按键或转动转盘以完成音乐的演奏，根据玩家按键或打碟的时机正确与否会产生JUST GREAT、GREAT、GOOD、BAD、POOR的判定，由此获得不同的分数。GOOD以上判定会令画面中央的能量槽增加，反之BAD和POOR判定则会减少，当一曲结束后能量槽到达指定的量则为过关，可以继续下一首歌曲的游戏，否则游戏结束。
街機(業務用)作品
- beatmania (1997年12月)
- beatmania 2ndMIX (1998年3月)
- beatmania 3rdMIX (1998年9月)
- beatmania completeMIX (1999年1月)
- beatmania 4thMIX -the beat goes on- (1999年4月26日)
- beatmania 5thMIX -Time to get down- (1999年9月)
- beatmania complete MIX 2 (2000年1月27日)
- beatmania Club MIX (2000年3月)
- beatmania featuring DREAMS COME TRUE (2000年6月)
- beatmania CORE REMIX (2000年11月)
- beatmania 6thMIX -THE UK UNDERGROUND MUSICS- (2001年7月)
- beatmania 7thMIX -keepin' evolution- (2002年1月)
- beatmania THE FINAL (2002年7月)[1]